# Helena Costa
Helena Margarida dos Santos Costa (* 15. April 1978 in Alhandra, Vila Franca de Xira) ist eine ehemalige portugiesische Fußballspielerin und heutige -trainerin.

## Leben

### Kurze Spielerlaufbahn
Costa spielte in ihrer Jugend neben der Schule für die Jugendteams des Alhandra Sporting Club, bevor sie im Alter von 21 ihre Karriere verletzungsbedingt beendete.

### Trainerkarriere
Costa begann nach dem Karriereende eine Ausbildung zur Trainerin mit der C-Lizenz an der renommierten Faculdade de Motricidade Humana in Linda-a-Velha. Nach ihrem Abschluss der Trainerausbildung arbeitete sie bei Benfica Lissabon und trainierte zwischen 1997 und 2010 verschiedene Jugendteams des Vereins. Neben ihrer Arbeit im Jugendbereich bei Benfica trainierte sie 2005/2006 erstmals eine Männer-Seniorenmannschaft und gewann mit dem Sociedade Recreativa Desportiva Cheleirense die Taça de Honra de Lisboa. Nach der Meisterschaft mit Cheleirense verließ sie den Verein und trainierte von 2006 bis 2008 die Frauenmannschaft SU 1º Dezembro in der Campeonato Nacional. Costa blieb zwei Jahre und trainierte danach in der Saison 2008/2009 den Ligarivalen FC Odivelas. Im März 2010 wurde sie als Nationaltrainerin der Katarischen Fußballnationalmannschaft der Frauen ernannt und arbeitete bis Oktober 2010 für den katarischen Fußballverband. Im Oktober 2010 verließ sie den katarischen Verband und wurde Nationaltrainerin der Frauennationalmannschaft des Irans. Im Mai 2014 verpflichtete der französische Männer-Ligue-2-Verein Clermont Foot Costa als neue Trainerin für die Saison 2014/2015. Damit wäre sie nach der Italienerin Carolina Morace und der Bolivianerin Nelfi Ibañez Guerra (in Peru bei Hijos de Acosvinchos–Peruvian Segunda División) die dritte Frau gewesen, die ein Männer-Profi-Fußballteam trainierte. Am 24. Juni 2014 gab sie jedoch bekannt, aus persönlichen Gründen den Job als Trainerin des Ligue-2-Vereines nicht anzutreten. Sie löste ihren ab 1. Juli geltenden Vertrag auf. Clermont Foot engagierte daraufhin die ehemalige französische Nationalspielerin Corinne Diacre als Trainerin.

### Karriere als Scout
Neben ihrer Trainerkarriere arbeitete sie als Scout für den Verein Leixões SC und zwischen 2008 und 2010 für den schottischen Premier-League-Verein Celtic Glasgow. Von 2017 bis 2022 gehörte sie zum Scouting-Team des Bundesligisten Eintracht Frankfurt. Anschließend wurde sie Leiterin der Scouting-Abteilung des FC Watford.